# Andrea Motis
Andrea Motis, née le 9 mai 1995 à Barcelone, est une trompettiste, chanteuse et saxophoniste de jazz espagnole.

## Biographie
Issue d'une famille de musiciens avec son père jouant de la trompette, elle est formée musicalement à la trompette puis au saxophone, à partir de 7 ans dans l'école municipale de musique de Sant Andreu, un quartier de Barcelone. En 2007, à seulement 12 ans, elle commence à collaborer avec le Sant Andreu Jazz Band (en), dirigé par le professeur de musique et musicien
Joan Chamorro (en). Sa voix a été comparée à celle de Norah Jones.
En 2010, à seulement 15 ans en tant que chanteuse solo, elle enregistre un album de standards de jazz intitulé Joan Chamorro présente Andrea Motis.
Elle est la révélation du festival de jazz de Barcelone de 2012, où Quincy Jones en personne la fit monter sur scène et fut époustouflé par son talent,

## Discographie
1. Joan Chamorro presenta Andrea Motis (Temps Record, 2010)
2. Feeling Good (Temps Record, 2012)
3. Live at Jamboree - Barcelona (Swit Records, 2013)
4. Motis Chamorro Big Band (Jazz to Jazz, 2014)
5. Live at Casa Fuster (Jazz to Jazz, 2014)
6. Live at Palau de la Música amb l'Orquestra Simfònica del Vallès (Jazz to Jazz, 2015)
7. Emotional Dance (Impulse !, 2017)
8. Do Outro Lado Do Azul (Verve, 2019)
9. Colors & Shadows (2021)
10. Loopholes (2022)

Collaborations :
- A Film About Kids and Music (2014)
- Coses Que Es Diuen Pero Que No Es Fan (2014)
- Jazzing 3, Live at Palau de la Música (2012)